# Natasha Wodak
Natasha Wodak, född 17 december 1981, är en friidrottare från Kanada. Hon deltog vid olympiska sommarspelen 2020.